# Lysaker
Lysaker est une section de la municipalité norvégienne de Bærum dans le comté d'Akershus, près d’Oslo.

## Description
Lysaker est la partie la plus à l'est de Bærum et borde Oslo. Lysaker était initialement une communauté agricole, devenant plus tard une zone résidentielle. Aujourd'hui, elle est principalement connue comme une zone d'affaires commerciale et une plaque tournante des transports publics. Elle est considérée comme faisant partie du Grand Oslo et abrite les bureaux de nombreuses entreprises nationales et internationales. Aujourd'hui, il y a une activité de bureaux considérable ici : Aker Solutions, Petroleum Geo-Services, Tandberg, Statkraft  et des compagnies maritimes telles que Wilh. Wilhelmsen (en) et A. F. Klaveness & Co (en).